# Chrysuronia oenone
Lo zaffiro codadorata o colibrì zaffiro codadorata (Chrysuronia oenone (Lesson, 1832)) è un uccello della famiglia Trochilidae. È l'unica specie nota del genere Chrysuronia Bonaparte, 1850.

## Descrizione
È un colibrì di media taglia, lungo 9,5–10 cm, con un peso di 4,3–6,3 g.

## Biologia
Si nutre del nettare di diverse specie di angiosperme tra cui Aphelandra, Erythrina, Inga, Palicourea.

## Distribuzione e habitat
La specie è diffusa in Venezuela, Colombia, Ecuador, Perù, Bolivia e Brasile.